# Las Rosas, Michoacán de Ocampo
Las Rosas är en ort i Mexiko.   Den ligger i kommunen Zitácuaro och delstaten Michoacán de Ocampo, i den södra delen av landet, 130 km väster om huvudstaden Mexico City. Las Rosas ligger 2 078 meter över havet och antalet invånare är 377.
Terrängen runt Las Rosas är huvudsakligen kuperad, men österut är den bergig. Terrängen runt Las Rosas sluttar västerut. Runt Las Rosas är det ganska tätbefolkat, med 90 invånare per kvadratkilometer. Närmaste större samhälle är Heróica Zitácuaro, 3,1 km nordväst om Las Rosas. I omgivningarna runt Las Rosas växer i huvudsak blandskog.